# Sicya calurodon
Sicya calurodon là một loài bướm đêm trong họ Geometridae.